# Улица Нометню (Рига)
Улица Но́метню (латыш. Nometņu iela — в переводе «Лагерная») — улица в Земгальском предместье города Риги, в историческом районе Агенскалнс. Начинается от улицы Межа, где является продолжением улицы Сетас, и пролегает в юго-западном направлении до Агенскалнского рынка, где переходит в улицу Марупес.
Общая длина улицы Нометню составляет 1096 метров. На всём протяжении асфальтирована. На участке от начала улицы до перекрёстка с улицей Лапу движение одностороннее (в сторону улицы Лапу), далее двустороннее. По дальней части улицы проходит маршрут троллейбуса № 5 и несколько маршрутов автобуса, есть одноимённая остановка.

## История
Впервые упоминается в списке рижских улиц в 1861 году как Большая Лагерная улица (латыш. Lielā Lēģeru iela, нем. Grosse Lagerstrasse), поскольку вела к Лагерной площади, где до 1885 года находились летние лагеря Рижского гарнизона. Современное название установилось в 1923 году. С 1959 по 1992 год носила имя латышского писателя и политика Линарда Лайцена, который в 1929—1932 годах проживал на этой улице в доме № 9.

## Застройка
Между улицами Нометню и Эдуарда Смильгя сохранился старейший компактный фрагмент исторической застройки Пардаугавы, являющийся памятником градостроительства XVIII—XIX веков.
Ряд зданий признан памятниками исторического наследия местного и государственного значения (дома № 5, 33, 33A, 36, 38, 45, 47, 64).
На улице Нометню расположены Агенскалнская телебашня (1955, высота 110 м) и Агенскалнский рынок (1914).

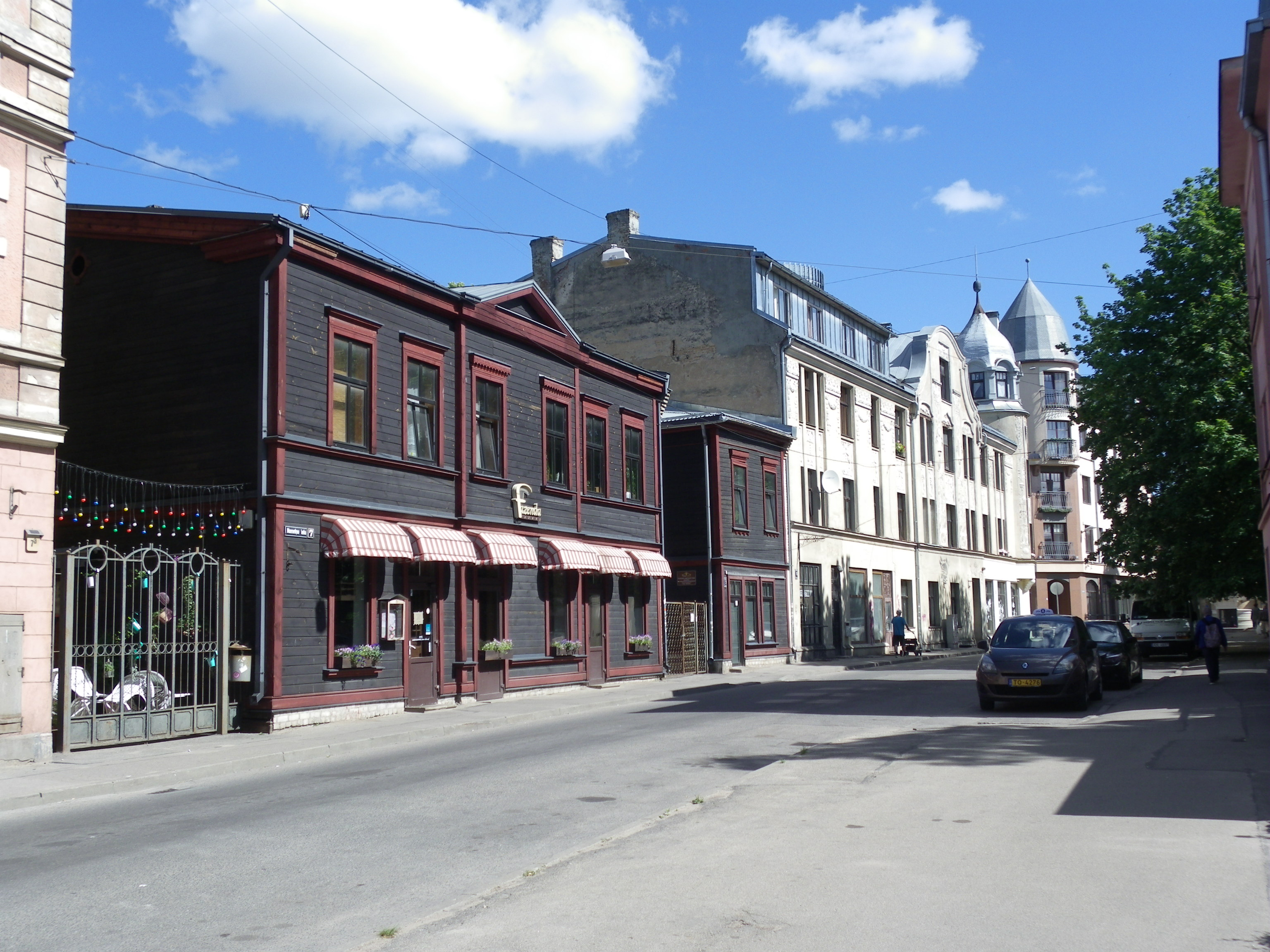
Дома № 7 и 5
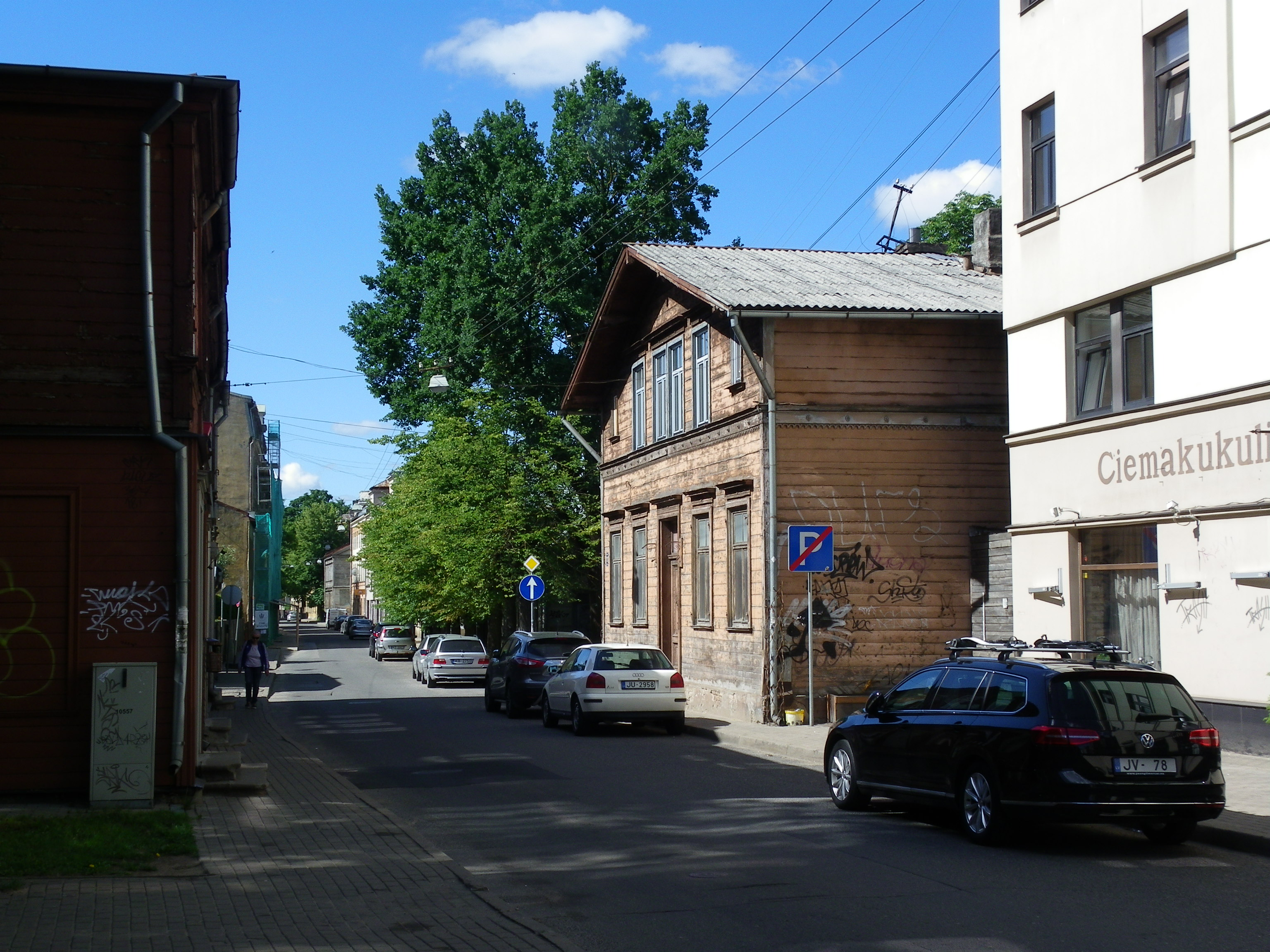
Вид от ул. Слокас
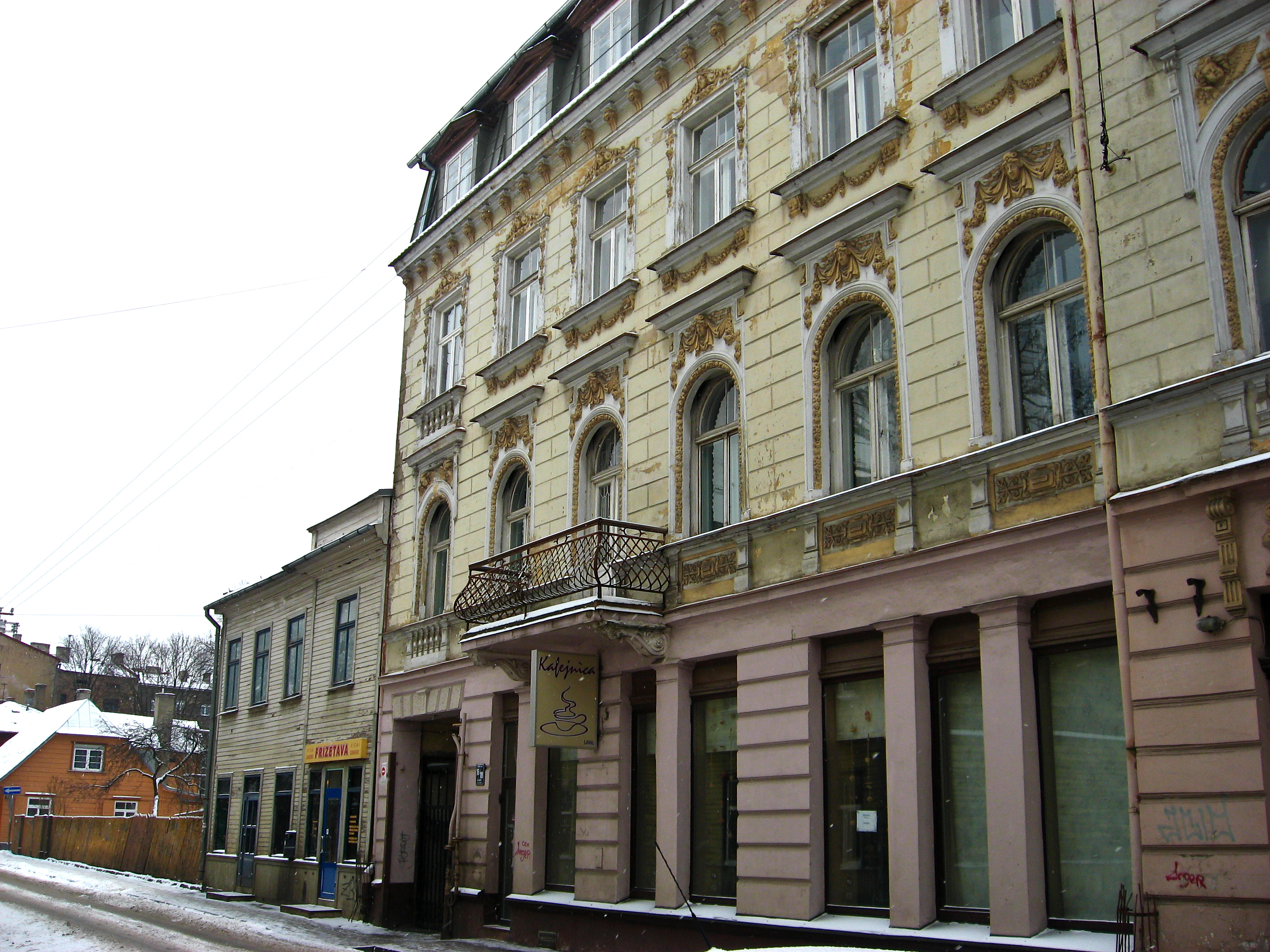
Дома №№ 16 и 18
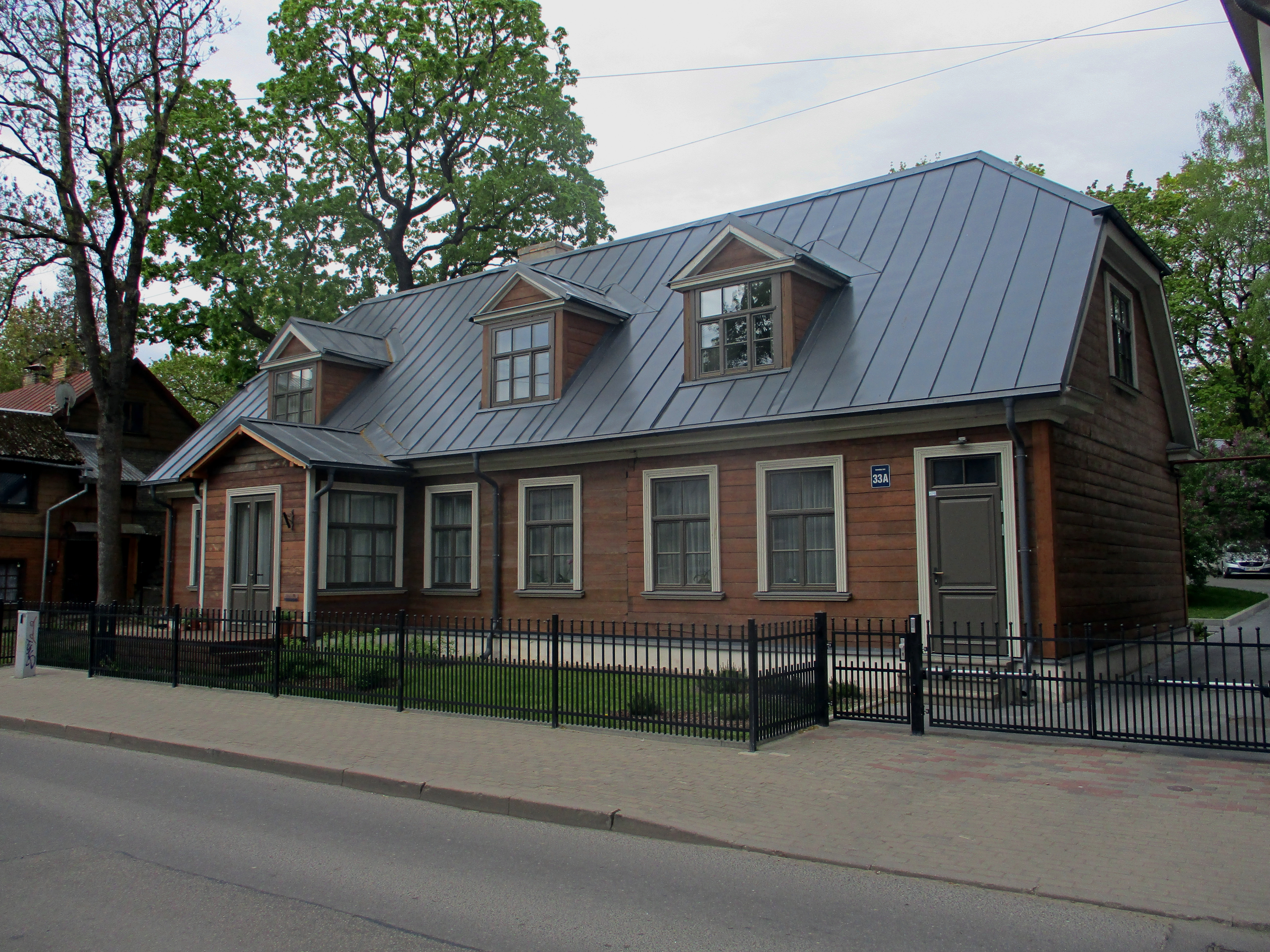
Дом № 33А
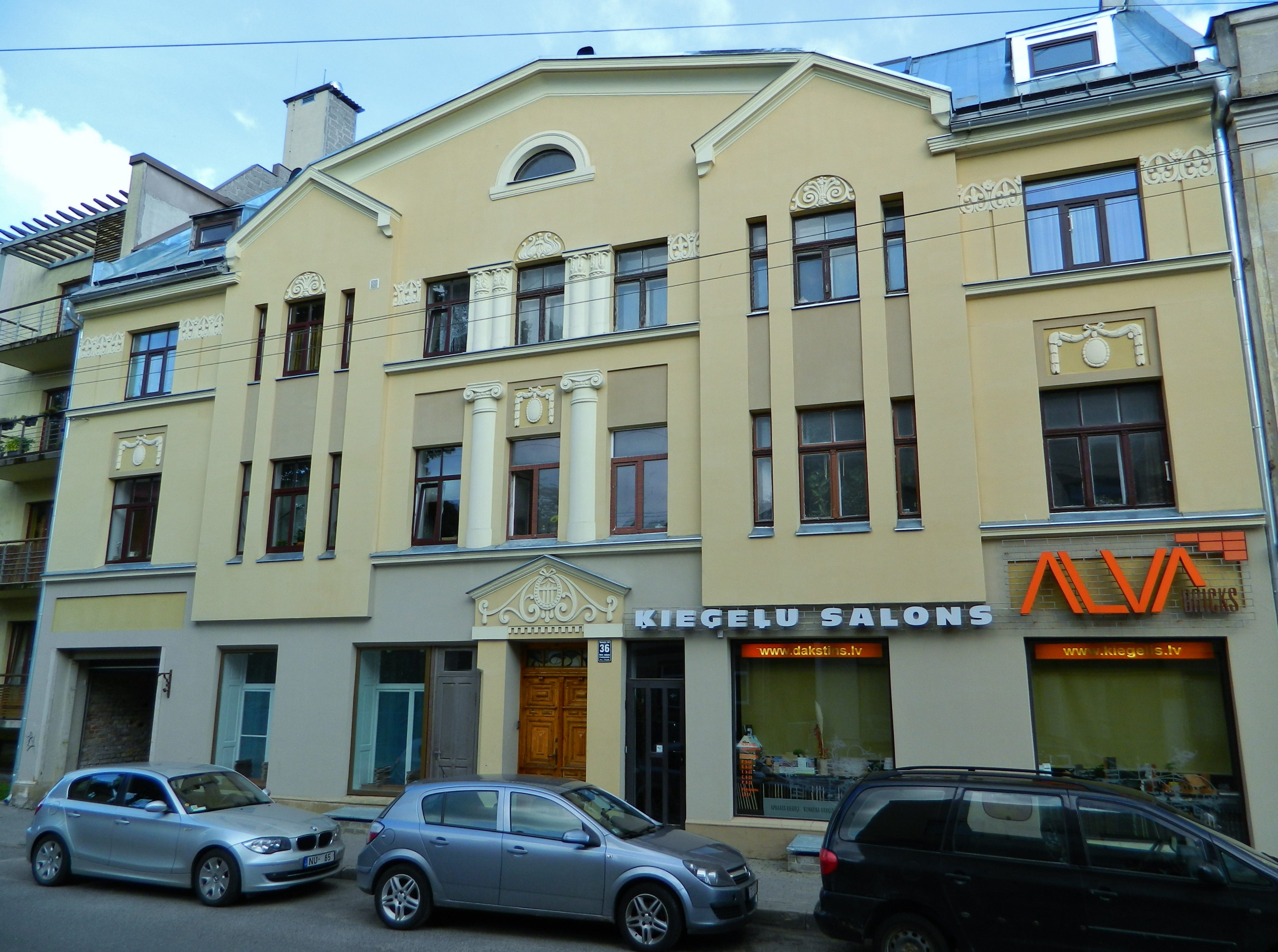
Дом № 36
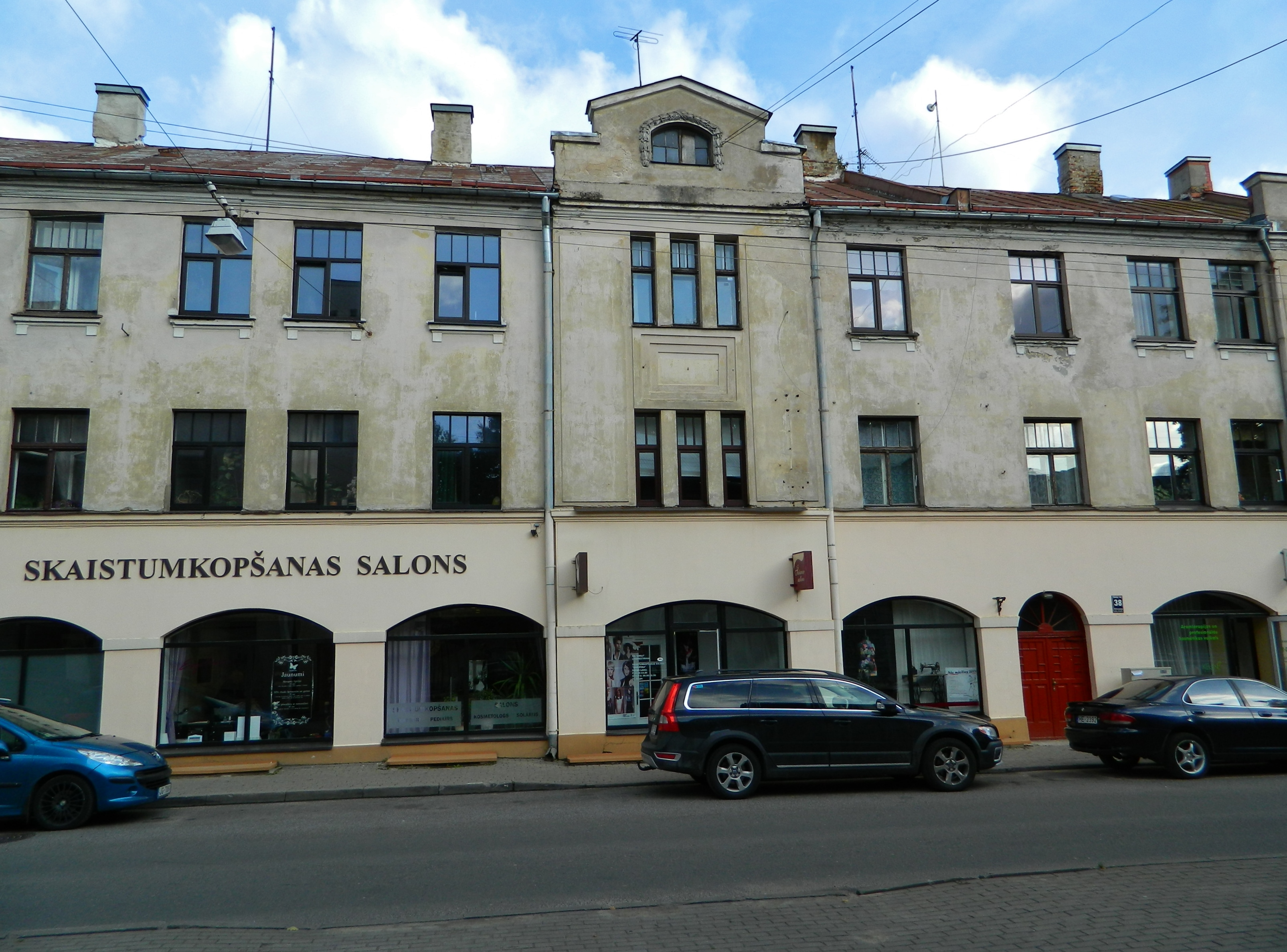
Дом № 38
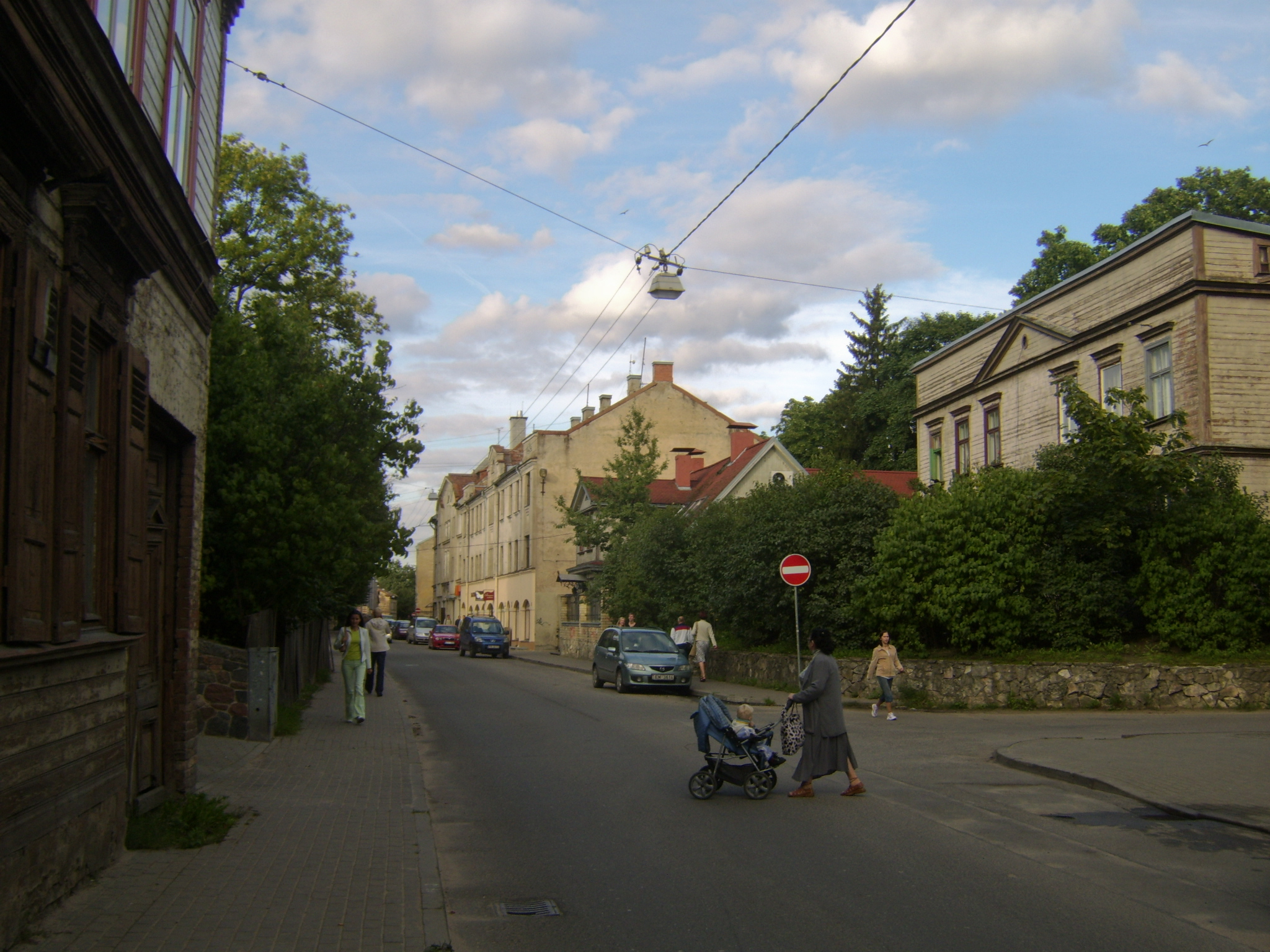
Вид от ул. Ауглю
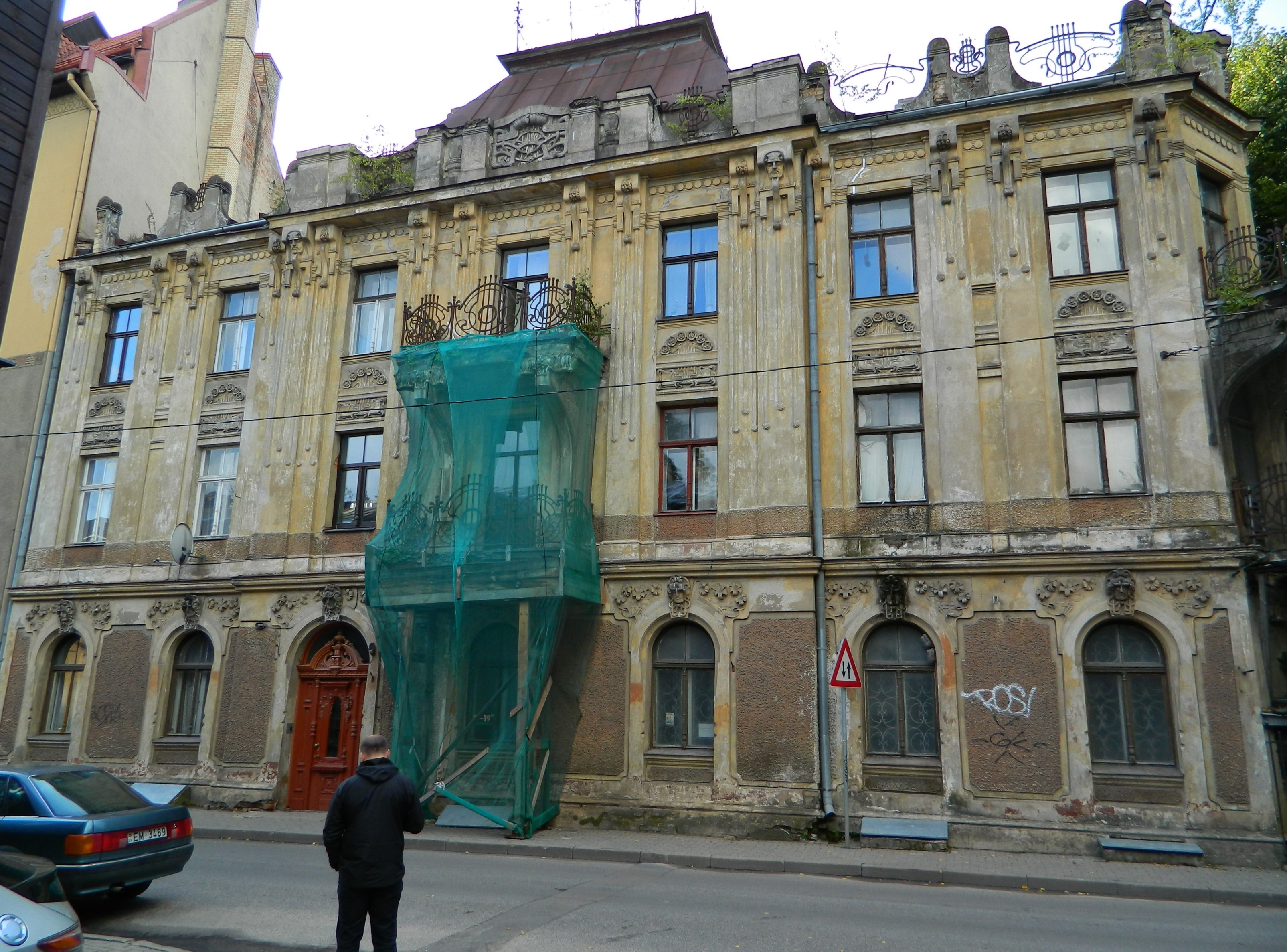
Дом № 45
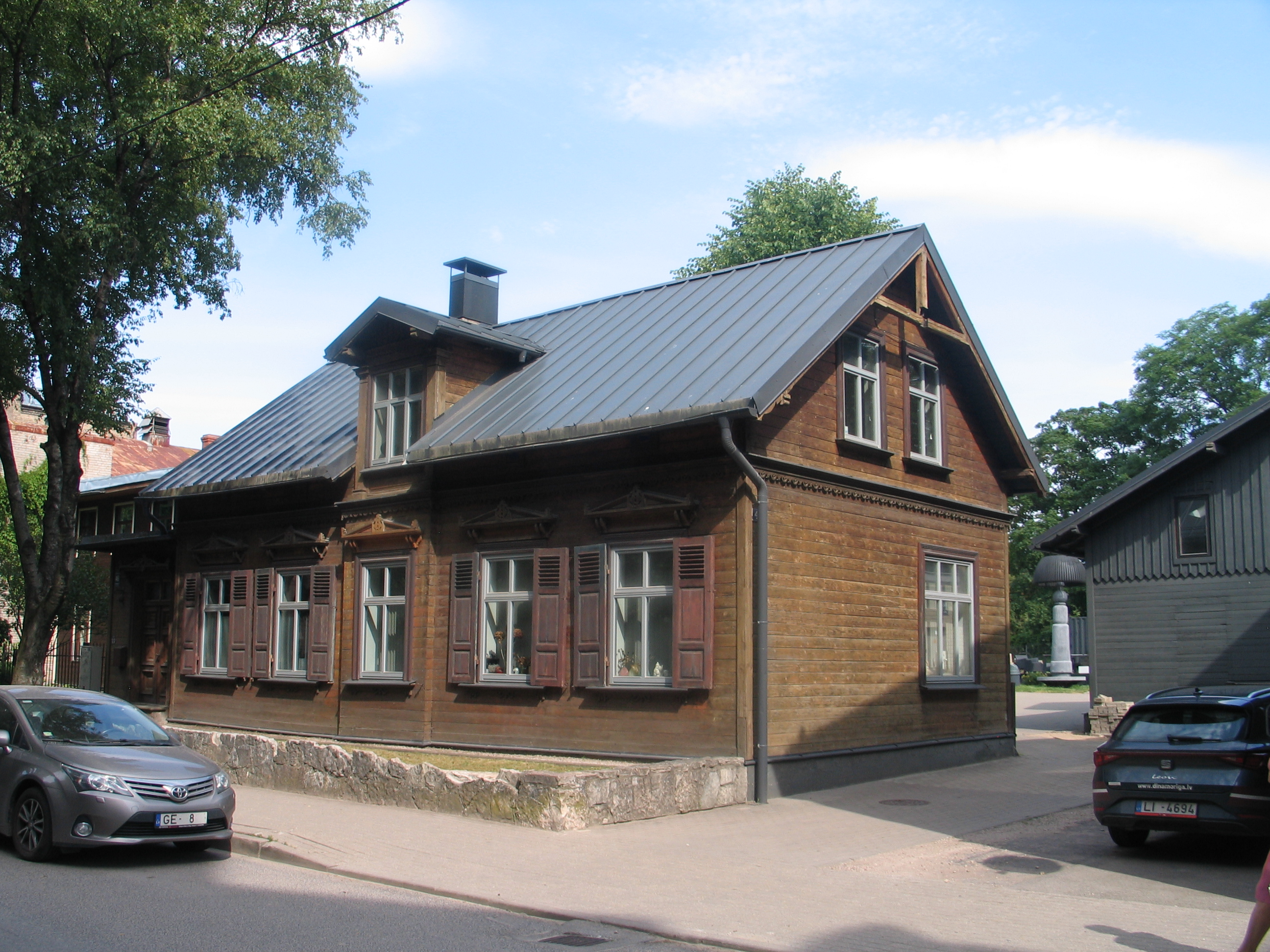
Дом № 46
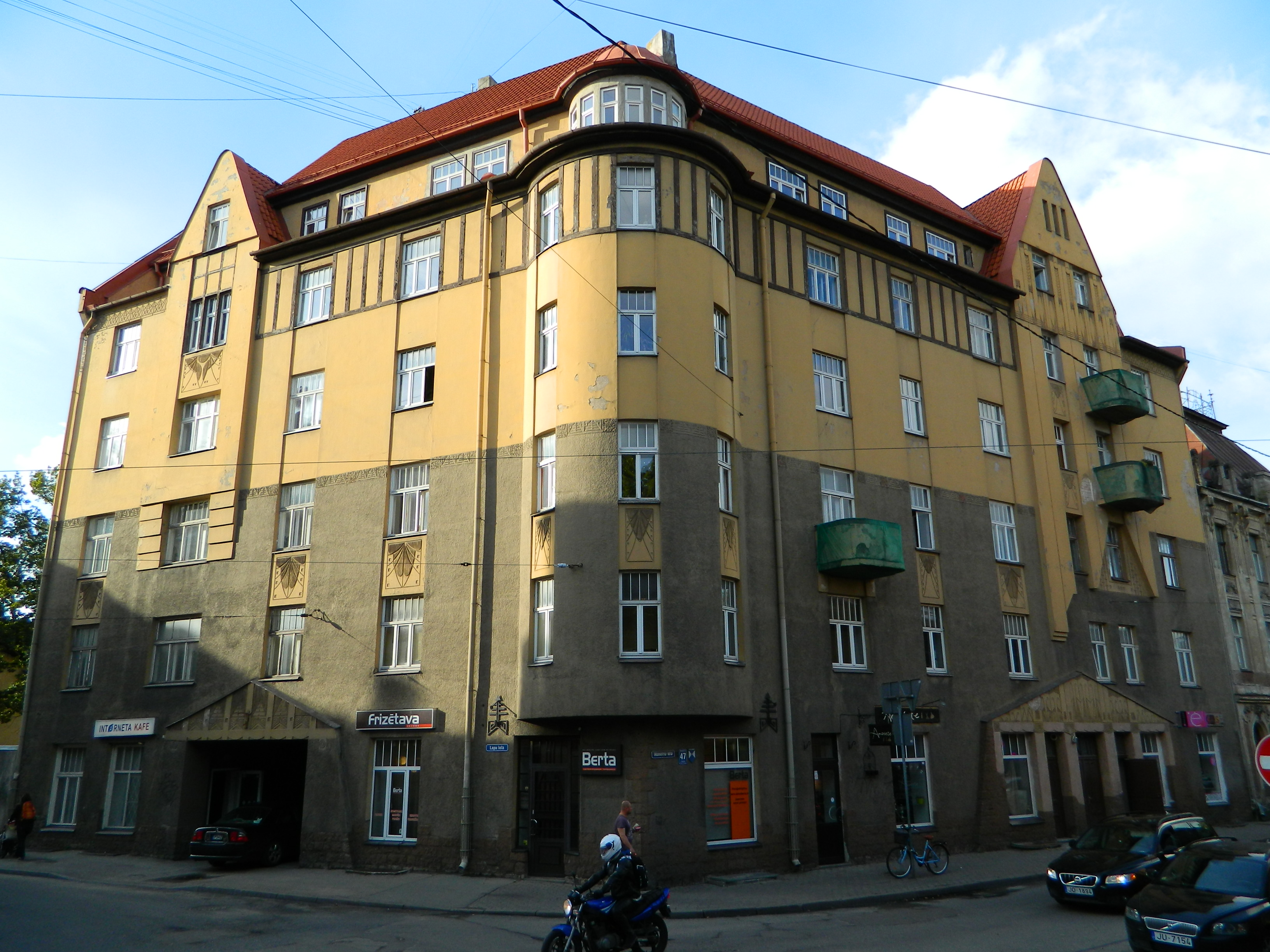
Дом № 47
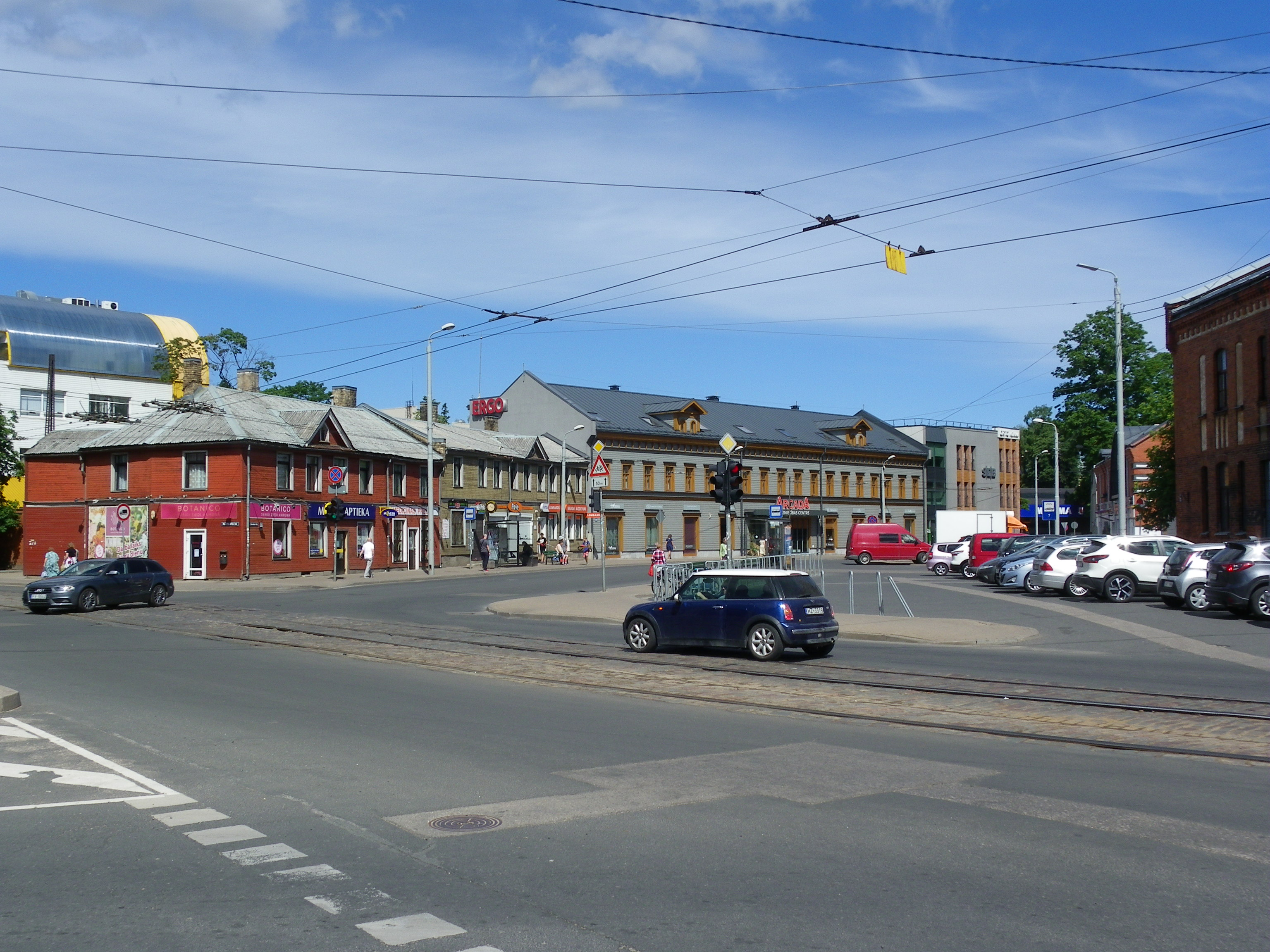
Площадь перед рынком
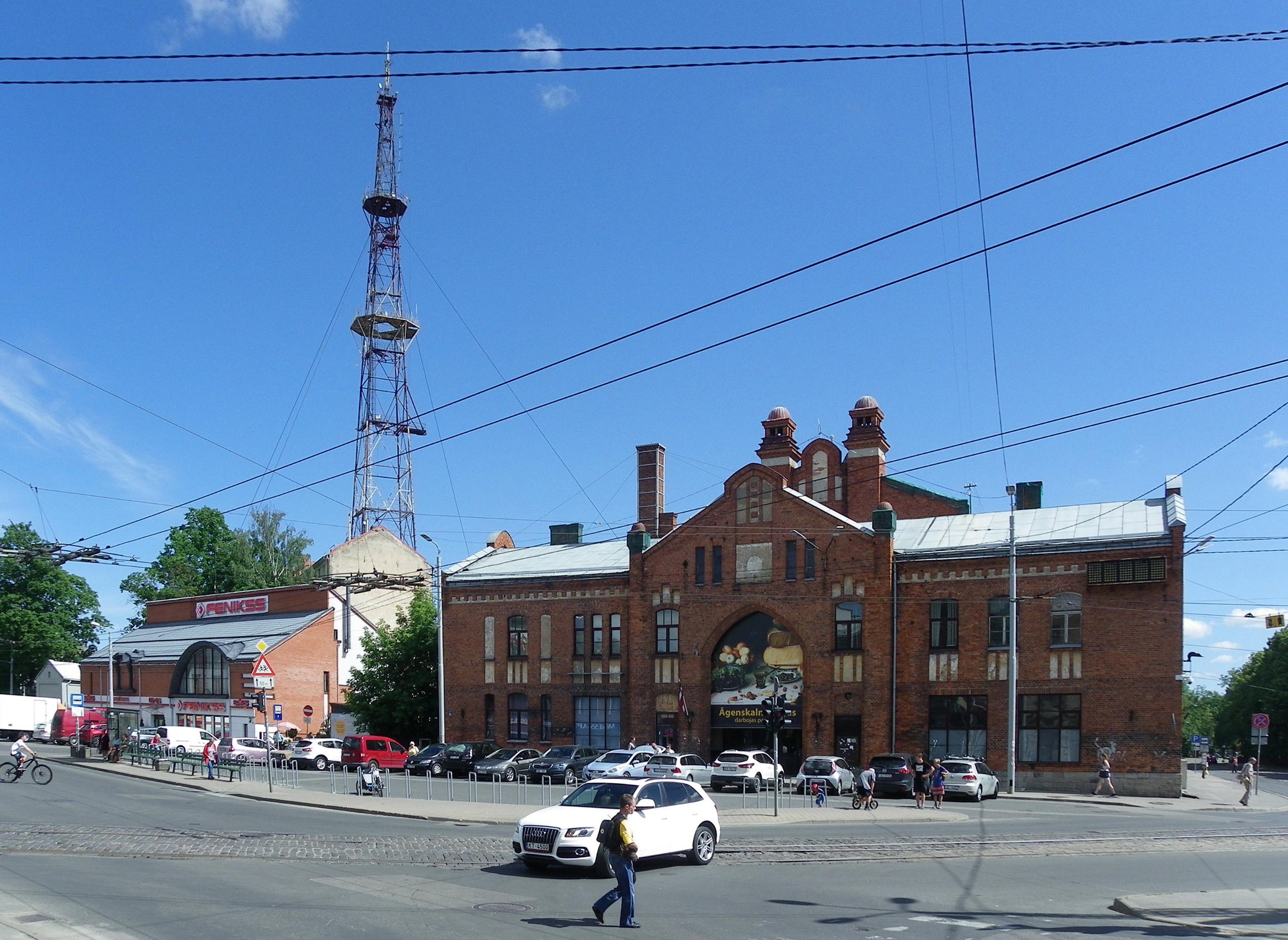
Телевышка и Агенскалнский рынок

## Прилегающие улицы
Улица Нометню пересекается со следующими улицами:
- улица Межа
- улица Тиргус
- улица Майзниеку
- улица Слокас
- улица Медус
- улица Олгас
- улица Маза Бишу
- улица Ауглю
- улица Темпля
- улица Лапу
- улица Талсу
- улица Пилсоню
- улица Маза Нометню
- улица Бариню